# Крвавица (кобасица)
Крвавица је врста куване кобасице која се, као и друге врсте куваних кобасица,
прави од мање квалитетних комада меса, масних ткива,
изнутрица, остатака везивног ткива, крви и других састојака.
Иако направљене од мање квалитетних сировина, крвавице се сматрају специјалитетом и
прихваћене су код великог броја потрошача.
Зависно од укуса и жеље произвођача кобасице се могу производити од сировине најбољег
квалитета (месо, сланина, крв), или од сировине средњег и слабијег квалитета (изнутрице, месо
са глава, кожице, маст и друго). На укус знатно утичу зачини, (со, бибер, а негде и егзотичнији
зачини, какви су каранфилић, пимент, ким, мајоран) који дају специфичан укус овим
производима.

## Порекло
Рецепте за кобасице у чији се надев додаје свињска крв препоручивали су још Римљани.
Данас се, у разним варијацијама крвавице једу у целом свету, од Скандинавије до Непала. Међу
најпознатијим производима овог типа је black pudding (црни пудинг) који се традиционално
припрема у Енглеској, Шкотској и Ирској, а представља врсту крвавице.

## Квалитет и одлике
Месне прерађевине које се убрајају у групу куваних кобасица или кобасица од изнутрица не
одликује прворазредни квалитет сировина од којих се праве (месо I и II категорије). Ово се
посебно односи на крвавице које готово да и не садрже „чисто” месо.
У састав надева за крвавице улазе мање вредни животињски делови — до 20% крви, изнутрице
(језик, срце, плућа), свињско и говеђе месо ниже категорије (крваво месо,
месо са главе и сл.), масно ткиво, чварци до 10%, кожице до 15% и бујон. Осим ових
основних састојака могу се додати још и хлеб (до 20%), јечмена каша,
просо, хељда или кукурузно брашно, обрано млеко у праху (до 2%) или неки
емулгатор.
За израду кобасица користи се природно (свињско) или вештачко танко или дебело црево, или
желудац, који морају бити добро очишћени и без мириса. Могућност
коришћења иначе мање вредних делова животиња и других јефтиних састојака је један од
разлога зашто су крвавице популарне.

## Производња
Традиција производње крвавица, као и других врста кобасица, је дуга, а рецепти веома
различити, што се тиче састава надева. Прве крвавице производиле су се у домаћинствима (током традиционалне свињокоље), а
касније и у месној индустрији, што је потрошачима омогућило конзумирање ових производа
током целе године. У месној индустрији рецептуре су прилагођене индустријској производњи.
Тиме није опала популарност „домаћих” сухомеснатих производа, па се оне и даље производе у
сеоским домаћинствима, не само за сопствене потребе, већ и за тржиште.
Рецептуре за производњу надева за крвавице су различите, у зависности од области у којој се
производе. Могу бити беле и црне.

### Производња у домаћинству
Процес производње куваних кобасица релативно је једноставан и лако примењив у домаћинству.
Састојке је потребно добро прокувати, самлети, зачинити и помешати са другим састојцима
(најчешће биљног порекла, зависно од рецепта) а у њих спадају пржени црни лук, пиринач, хељдина
или јечмена каша, кукурузно брашно и други. Сви остали састојци који се употребљавају за израду
крвавице морају бити барени, а не кувани. Овим надевом пуне се црева
и на тај начин добијају кобасице које се затим поново прокувају и охладе. Овако произведене
кобасице остају свеже до 4 дана. Сушене и димљене крвавице могу се чувати и дуже, на
температури 12 — до 16°C.
Рецептуре за производњу крвавица у домаћинству су различите, а састав и однос састојака у
надеву разликују се зависно од краја у ком се производе. У неким областима се производи и бела
крвавица, код које надев не садржи крв.

### Патин рецепт за крвавице
Рецепт за крвавице из Патиног кувара Спасеније Пате Марковић:
Самлети разне свињске отпатке (кожурицу, делове од главе), скувати килограм сланине и исећи је на ситне коцке, додати соли, најгвирца, бибера и по вољи нешто љуте алеве паприке. Тој маси долити свеже крви толико да маса постане мека, али не и сувише житка. Затим овом масом пунити дебело црево. Готове крвавице стављати у врелу воду, да ту стоје око 20 минута. Али треба пазити да за то време вода не почне да ври.

## Индустријска производња
У индустријској производњи крвавица основну сировину чине мекани делови свињских глава,
масна ткива и изнутрице уз додатак крви. Крв се сакупља тако да се микробиолошко
загађење онемогући или сведе на најмању могућу меру, а користе се и средства која
спречавају згрушавање крви.

## Хигијена током процеса производње
Производња крвавица у домаћинствима најчешће се обавља без санитарног надзора. Обзиром да
су основни састојци (месо, изнутрице, крв) лако кварљиве сировине увек постоји ризик по
здравље потрошача. Зато у свим фазама производње хигијена рада мора да буде беспрекорна, почев од клања, па до завршетка производње. Најбољи квалитет крвавица постиже се употребом свеже сировине, одмах после клања (пријатнији је укус и боља је одрживост). Место клања где ће се узети крв, прибор, судови, као и руке радника морају бити
беспрекорно чисти. Брзо хлађење крви и сољење продужава одрживост. У домаћој производњи усољена крв се меша
док се не охлади, да би се спречило згрушавање, а издвојени фибрин се уклања, што умањује
храњиву вредност крви.